# Instytut Wydawniczy Agape
Instytut Wydawniczy „Agape” – wydawnictwo Kościoła Zielonoświątkowego w Polsce.
Wydawnictwo publikuje książki o tematyce biblijnej, katechetycznej i wyznaniowej, śpiewniki (Pieśni Radości) oraz liczne nagrania muzyczne (kasety audio, płyty CD). W 1989 roku wydano Słowo Życia parafrazę Nowego Testamentu. W latach 2005–2013 dyrektorem instytutu był Kazimierz Sosulski.